# Kamankatti, Gokak
Kamankatti là một làng thuộc tehsil Gokak, huyện Belgaum, bang Karnataka, Ấn Độ.